# Braden Schneider
Braden Schneider (* 20. September 2001 in Prince Albert, Saskatchewan) ist ein kanadischer Eishockeyspieler, der seit März 2021 bei den New York Rangers in der National Hockey League (NHL) unter Vertrag steht. Mit der kanadischen Nationalmannschaft gewann der Verteidiger bei der Weltmeisterschaft 2021 die Goldmedaille.

## Karriere
Braden Schneider wurde in Prince Albert geboren und spielte dort in seiner Jugend für die Raiders und Mintos in regionalen Nachwuchsligen. Zum Ende der Saison 2016/17 wechselte er zu den Brandon Wheat Kings in die Western Hockey League (WHL), die ranghöchste Juniorenliga seiner Heimatprovinz. Dort übernahm er bereits zur Spielzeit 2018/19 das Amt des Assistenzkapitäns, bevor er im Folgejahr mit 42 Scorerpunkten aus 60 Partien seine bisher beste Offensivstatistik erreichte. Infolgedessen nahm er am CHL Top Prospects Game teil und wurde im East First All-Star Team berücksichtigt, ehe ihn im anschließenden NHL Entry Draft 2020 die New York Rangers an 19. Position auswählten. Vorerst kehrte der Kanadier jedoch für eine weitere Saison nach Brandon zurück, wobei er als Kapitän der Wheat Kings einen Punkteschnitt von über 1,0 pro Spiel erreichte (27 aus 22 Spielen) und daher im WHL East Division All-Star Team berücksichtigt wurde. Außerdem erhielt er Bill Hunter Memorial Trophy als bester Abwehrspieler der WHL.
Im März 2021 statteten ihn die Rangers mit einem Einstiegsvertrag aus, bevor Schneider wenig später bei deren Farmteam, dem Hartford Wolf Pack, in der American Hockey League (AHL) zu seinem Profidebüt kam. In Hartford begann er auch die Spielzeit 2021/22, ehe er im Januar 2022 in der National Hockey League (NHL) debütierte und sich im weiteren Verlauf im Aufgebot der Rangers etablierte.

### International
Auf internationaler Ebene sammelte Schneider bei der World U-17 Hockey Challenge 2017 erste Erfahrungen und belegte dort mit dem Team Canada White den vierten Platz. Auf U18-Niveau folgte die Goldmedaille beim Hlinka Gretzky Cup 2018 sowie ein weiterer vierter Rang bei der U18-Weltmeisterschaft 2019. Anschließend nahm der Verteidiger mit der kanadischen U20-Nationalmannschaft an der U20-Weltmeisterschaft 2021 teil und gewann dort durch eine Finalniederlage gegen die Vereinigten Staaten die Silbermedaille. Wenige Monate später debütierte er auch für die A-Nationalmannschaft seines Heimatlandes im Rahmen der Weltmeisterschaft 2021, wobei die kanadische Auswahl den Weltmeistertitel errang.

## Erfolge und Auszeichnungen
- 2020 Teilnahme am CHL Top Prospects Game
- 2020 WHL East First All-Star Team
- 2021 Bill Hunter Memorial Trophy
- 2021 WHL East Division All-Star Team

### International
- 2018 Goldmedaille beim Hlinka Gretzky Cup
- 2021 Silbermedaille bei der U20-Weltmeisterschaft
- 2021 Goldmedaille bei der Weltmeisterschaft

## Karrierestatistik
Stand: Ende der Saison 2024/25

### International
Vertrat Kanada bei:
| - World U-17 Hockey Challenge 2017 - Hlinka Gretzky Cup 2018 - U18-Weltmeisterschaft 2019 | - U20-Weltmeisterschaft 2021 - Weltmeisterschaft 2021 |

(Legende zur Spielerstatistik: Sp oder GP = absolvierte Spiele; T oder G = erzielte Tore; V oder A = erzielte Assists; Pkt oder Pts = erzielte Scorerpunkte; SM oder PIM = erhaltene Strafminuten; +/− = Plus/Minus-Bilanz; PP = erzielte Überzahltore; SH = erzielte Unterzahltore; GW = erzielte Siegtore; 1 Play-downs/Relegation; Kursiv: Statistik nicht vollständig)